# Ayrshire-Rind
Ayrshire ist eine Rinderrasse, benannt nach der Grafschaft Ayrshire in Schottland.
Die Tiere sind mittelrahmig (Kühe ca. 132 cm Widerrist bei ca. 550 kg, Bullen ca. 140 cm Widerrist, ca. 850 kg) und braun-weiß, selten schwarz-weiß gescheckt. Ein Rassekennzeichen sind die weißen Hörner mit leicht nach hinten gebogenen, schwarzen Spitzen. 
Hauptzuchtgebiete dieser Milchrasse sind Finnland und Kenia, die Rasse wird aber auch in den USA, Kanada und Neuseeland gehalten. In Großbritannien wird die Rasse in der Liste des britischen Rare Breeds Survival Trust aufgeführt.
Leistung in Finnland 1986: 245.000 Kühe mit 5.821 kg Milch bei 4,45 % Fett und 3,27 % Eiweiß.
Die Rasse wurde in den 1960er Jahren vereinzelt in die Rassen Fleckvieh und in den 1980er Jahren in das Angler Rind und in das Rote Dänische Milchrind eingekreuzt.